# Arte Takasaki
Arte Takasaki (アルテ高崎, Takasaki Arute) est un club football japonais basé à Takasaki, préfecture de Gunma. Ils jouent dans la Japan Football League. Leur équipe est de couleurs noir et rouge.
Remarque : le numéro 30 ne sera plus attribué en mémoire de  Kosuke Kato, décédé d'une crise cardiaque au cours d'une séance d'entraînement en février 2005.

## Historique
- 1996 : fondation du club sous le nom de Makkī FC Kantō
- 2000 : le club est renommé FC Horikoshi
- 2006 : le club est renommé Arte Takasaki

## Anciens joueurs
- Ha Chon-Sung
- Amaral
- Haruki Nishimura